# Claus Peter Ortlieb
Claus Peter Ortlieb (Reinbek, 1 de maio de 1947 – 15 de setembro de 2019) foi um matemático alemão.

## Vida e formação
Claus Peter Ortlieb nasceu em 1947, filho do economista Heinz-Dietrich Ortlieb e sua mulher Anneliese (neé Witt).
Ortlieb estudou matemática na Universidade de Hamburgo, onde obteve um doutorado em 1976, orientado por Lothar Collatz, e onde foi professor de matemática de 1985 a 2011.

## Publicações

### Livros
- Zur Kritik des modernen Fetischismus. Gesammelte Texte von Claus Peter Ortlieb 1997–2015. Schmetterling Verlag, Reihe: Black books, Stuttgart 2019, ISBN 3-89657-174-5.
- com Caroline v. Dresky, Ingenuin Gasser e Silke Günzel: Mathematische Modellierung. Eine Einführung in zwölf Fallstudien. 2.ª Ed., Springer Spektrum, Wiesbaden 2013, ISBN 3-658-00534-3.

### Artigos em antologias (seleção)
- Heinrich Hertz und das Konzept des Mathematischen Modells. In: Gudrun Wolfschmidt (Editora) (2008): Heinrich Hertz (1857–1894) and the Development of Communication – Proceedings of the International Scientific Symposium in Hamburg. Oct., 8–12, 2007. Books on Demand, Norderstedt.
- „Wesen der Wirklichkeit“ oder „Mathematikwahn“? In: Mathematik und Gesellschaft: Historische, philosophische und didaktische Perspektiven. Taschenbuch, herausgegeben von Gregor Nickel et al., Springer Spektrum; 1. Aufl. 2018 (14. Mai 2018), ISBN 3-658-16122-1.
- Die verlorene Unschuld der Produktivität. In: Jahrbuch Denknetz 2010. Zu gut für den Kapitalismus. Blockierte Potenziale in einer überforderten Wirtschaft. 12–19, Edition 8, Zürich 2010, ISBN 978-3-85990-162-9.
- Die Zahlen als Medium und Fetisch. In: Jens Schröter, Gregor Schwering, Urs Stäheli (Hrsg.): Media Marx: Ein Handbuch. Transcript Verlag, Bielefeld 2006, Serie Masse und Medium, 4.
- A Contradiction between Matter and Form: On the Significance of the Production of Relative Surplus Value in the Dynamic of Terminal Crisis. In: Neil Larsen, Mathias Nilges, Josh Robinson, Nicholas Brown (Hrsg.): Marxism and the Critique of Value. 77–122, MCM Publishing, Chicago 2014.
- Der prozessierende Widerspruch. Produktion des relativen Mehrwerts und Krisendynamik. In: Gerd Grözinger, Utz-Peter Reich (Hrsg.): Ökonomie und Gesellschaft. Jahrbuch 24, Entfremdung – Ausbeutung – Revolte, Karl Marx neu verhandelt. Metropolis-Verlag, Marburg 2012, ISBN 978-3-89518-941-8.

### Editor
- Robert Kurz: Weltkrise und Ignoranz. Kapitalismus im Niedergang. Ed. com Roswitha Scholz. edition TIAMAT, 5 de março de 2013. ISBN 3-89320-173-4.